# Thibault Vlietinck
Thibault Vlietinck (Knokke, 19 augustus 1997) is een Belgisch profvoetballer die sinds 2020 onder contract ligt bij Oud-Heverlee Leuven.

## Clubcarrière

### Club Brugge
Vlietinck begon met voetballen bij Club Brugge. Op 14 oktober 2016 debuteerde hij in de Jupiler Pro League tegen RCS Charleroi. Hij verving Jelle Vossen in de 89ste minuut in een 1-0 verlies tegen RCS Charleroi. Op 18 september 2018 stond hij, verrassend, in de basis voor het UEFA Champions League-treffen tegen Borussia Dortmund.
Op 24 februari 2019 scoort Vlietinck zijn eerste doelpunt in de Jupiler Pro League. Dit tegen RSC Anderlecht in het Constant Vanden Stockstadion. Vlietinck kwam in de ploeg in minuut 81' hij verving Emmanuel Bonaventure Dennis en scoorde in minuut 83' de 2-2.

### OH Leuven
Op 12 augustus 2020 wordt Vlietinck voorgesteld als speler van Oud-Heverlee Leuven.Vlietinck is uitgeleend door Club Brugge dit voor een duur van 1 seizoen. Leuven bedwong ook een aankoopoptie.
Ook in 2021 werd Vlietinck uitgeleend aan Oud-Heverlee Leuven. Dat seizoen kwam hij maar 14 keer in actie door een blessure aan de hiel. 
Op 12 augustus 2022 tekent Vlietinck een contract van 4 jaar bij Oud-heverlee Leuven.

## Clubstatistieken
| Seizoen | Club        | Land   | Competitie         | Competitie | Competitie | Beker | Beker | Internationaal | Internationaal | Totaal | Totaal |
| Seizoen | Club        | Land   | Competitie         | Wed.       | Dlp.       | Wed.  | Dlp.  | Wed.           | Dlp.           | Wed.   | Dlp.   |
| ------- | ----------- | ------ | ------------------ | ---------- | ---------- | ----- | ----- | -------------- | -------------- | ------ | ------ |
| 2016/17 | Club Brugge | België | Jupiler Pro League | 2          | 0          | 0     | 0     | 0              | 0              | 2      | 0      |
| 2017/18 | Club Brugge | België | Jupiler Pro League | 4          | 0          | 0     | 0     | 0              | 0              | 4      | 0      |
| 2018/19 | Club Brugge | België | Jupiler Pro League | 11         | 1          | 0     | 0     | 4              | 0              | 14     | 0      |
| 2019/20 | Club Brugge | België | Jupiler Pro League | 5          | 0          | 1     | 0     | 1              | 0              | 7      | 0      |
| 2020/21 | → OH Leuven | België | Jupiler Pro League | 19         | 1          | 1     | 0     | —              | —              | 20     | 1      |
| 2021/22 | → OH Leuven | België | Jupiler Pro League | 1          | 0          | 0     | 0     | —              | —              | 1      | 0      |
| 2022-   | OH Leuven   | België | Jupiler Pro League |            |            |       |       |                |                |        |        |
| Totaal  | Totaal      | Totaal | Totaal             | 42         | 2          | 2     | 0     | 5              | 0              | 48     | 1      |

## Erelijst
| Landskampioen België | 2x | 2017/18, 2019/20 |
| Belgische Supercup   | 1x | 2018             |

1 Leysen ·
3 Shlomo ·
5 Ngawa ·
6 Dom ·
7 Thorsteinsson ·
8 Schrijvers ·
9 Brunes ·
10 Holzhauser ·
11 Banzuzi ·
13 Kiyine ·
14 Ricca ·
15 N'Dri ·
16 Prévot ·
17 Mueanta ·
18 Miguel ·
20 Mendyl ·
21 Opoku ·
22 Calut ·
23 Schingtienne ·
28 Pletinckx ·
33 Maertens  ·
37 Taildeman ·
38 Ravet ·
43 Nsingi ·
52 Sagrado ·
77 Vlietinck ·
88 Maziz ·
Coach: García